# Saint-Hubert-de-Rivière-du-Loup
Saint-Hubert-de-Rivière-du-Loup är en kommun i provinsen Québec i Kanada. Den ligger i regionen Bas-Saint-Laurent, i den östra delen av landet, 600 km nordost om huvudstaden Ottawa.